# Xã Lincoln, Quận Huntingdon, Pennsylvania
Xã Lincoln (tiếng Anh: Lincoln Township) là một xã thuộc quận Huntingdon, tiểu bang Pennsylvania, Hoa Kỳ. Năm 2010, dân số của xã này là 338 người.